# Chính phủ Philippines
Chính phủ Philippines (tiếng Filipino: Pamahalaan ng Pilipinas) là chính quyền quốc gia của Philippines. Nó được điều hành dưới sự thống nhất của một nền dân chủ đại nghị Tổng thống chế và nền Cộng hòa lập hiến. Tổng thống vừa là người đứng đầu nhà nước và vừa là người đứng đầu chính phủ của đất nước trong một hệ thống đa Đảng.
Chính phủ gồm ba nhánh quyền lực phụ thuộc lẫn nhau: lập pháp, hành pháp, và tư pháp. Quyền hạn của các nhánh do Hiến pháp Philippines quy định trong các điều sau đây: Quyền lập pháp được trao cho Quốc hội lưỡng viện của Philippines - Thượng nghị viện và Viện dân biểu (tức Hạ nghị viện). Quyền hành pháp được thực hiện bởi Chính phủ dưới sự lãnh đạo của Tổng thống. Quyền tư pháp được trao cho tòa án với Toà án Tối cao của Philippines là cơ quan tư pháp cao nhất.

## Nhánh lập pháp
Quyền lập pháp được trao cho Quốc hội Philippines bao gồm Thượng viện và Viện dân biểu (tức Hạ viện). Thượng viện được đặt tại thành phố Pasay, trong khi Hạ viện nằm ở thành phố Quezon. Cả hai đều thuộc Metro Manila.
Ở Viện dân biểu, quận và các đại diện khu vực được bầu cho nhiệm kỳ ba năm. Họ có thể được tái đắc cử nhưng không được phép tham gia nhiệm kỳ thứ tư liên tiếp. Thượng nghị sĩ được bầu vào nhiệm kỳ sáu năm. Họ có thể được tái đắc cử nhưng không được tranh cử lần thứ ba liên tiếp.
Viện dân biểu có thể lựa chọn để bỏ trống một vị trí lập pháp, dẫn đến một cuộc bầu cử đặc biệt. Người chiến thắng trong cuộc bầu cử đặc biệt đó sẽ phục vụ nhiệm kỳ chưa hoàn thành của đại biểu khu vực trước đó và sẽ được coi là một nhiệm kỳ chọn lọc. Quy tắc tương tự cũng được áp dụng trong Thượng viện, tuy nhiên nó chỉ được áp dụng nếu ghế đã bị bỏ trống trước một cuộc bầu cử lập pháp thông thường.
Chủ tịch Thượng viện đương nhiệm là ông Aquilino Pimentel III, và Phát ngôn viên Viện dân biểu là ông Pantaleon Alvarez.
Nhánh lập pháp:
Chính quyền quốc gia
- Thượng viện
- Viện dân biểu

Chính quyền địa phương
- Sangguniang Panlalawigan (Cấp tỉnh)
- Hội đồng Lập pháp Vùng
- Sangguniang Panlungsod (Cấp thành phố)
- Sangguniang Bayan (Cấp đô thị tự trị)
- Sangguniang Barangay (Cấp Barangay)

## Nhánh hành pháp
Quyền hành pháp được trao cho Tổng thống Philippines. Tổng thống được bầu theo phiếu phổ thông. Nơi làm việc chính của Tổng thống là Điện Malacañang ở San Miguel, Manila. Nhánh hành pháp hiện đứng đầu bởi Tổng thống Rodrigo Duterte. Tổng thống cũng là Tổng tư lệnh Lực lượng Vũ trang Philippines. Đứng hàng thứ hai là Phó Tổng thống được bầu cử độc lập với Tổng thống. Phó Tổng thống là người kế nhiệm thứ nhất nếu Tổng thống từ chức, bị buộc tội hoặc chết. Phó Tổng thống thường, mặc dù không phải luôn luôn, là thành viên của Nội các của Tổng thống. Nếu vị trí Phó Tổng thống bỏ trống, Tổng thống sẽ chỉ định một thành viên của Quốc hội (thường là một Đảng viên) làm Phó tổng thống mới. Sự bổ nhiệm phải được phê chuẩn bởi ba phần tư phiếu của Quốc hội.
Ban lãnh đạo hành pháp:
Chính quyền quốc gia
- Tổng thống
- Phó Tổng thống
- Thư ký Nội các

Chính quyền địa phương
- Thống đốc Tỉnh / Vùng
- Phó Thống đốc Tỉnh / Vùng
- Thị trưởng Đô thị tự trị / Thành phố
- Phó thị trưởng Đô thị tự trị / Thành phố
- Chủ tịch Barangay

## Nhánh tư pháp
Quyền tư pháp được trao cho Tòa án Tối cao Philippines và các tòa án cấp thấp được thành lập theo luật. Tòa án tối cao, do Chánh án đứng đầu và 14 Thẩm phán liên đới, giữ vị trí cao nhất trong hệ thống tư pháp. Các thẩm phán phục vụ cho đến tuổi 70. Các thẩm phán do Tổng thống bổ nhiệm theo khuyến nghị của Hội đồng Luật và Tòa án của Philippines. Chánh án đương nhiệm là bà Maria Lourdes Sereno, Chánh án thứ 24 của Philippines.
Các loại tòa án khác, có thẩm quyền khác nhau xung quanh quần đảo là::

Các toà án cấp thấp hơn:
- Tòa phúc thẩm
- Tòa phúc thẩm thuế
- Sandiganbayan (Tòa phúc thẩm đặc biệt)

Các toà án cấp thông thường:
- Toà án xét xử khu vực
- Toà án xét xử phạm vi đô thị tự trị

Các toà án Hồi giáo:
- Tòa Sharia cấp quận
- Tòa Sharia yessy cấp khu vực

## Các Ủy ban Hiến pháp
Điều 9 của Hiến pháp Philippines thiết lập ba Ủy ban hiến pháp gồm: Ủy ban Công vụ, Ủy ban Bầu cử và Ủy ban Kiểm toán.

## Văn phòng Thanh tra
Chính phủ và cả ba nhánh quyền lực được kiểm soát độc lập bởi Văn phòng Thanh tra (tiếng Filipino: Tanodbayan). Thanh tra Philippines được trao nhiệm vụ điều tra và truy tố bất kỳ quan chức chính phủ nào bị cáo buộc phạm tội, đặc biệt là tội hối lộ và tham nhũng. Thanh tra Philippines có sáu người gồm Tổng đại diện, Đại diện Luzon, Đại diện Visayas, Đại diện Mindanao, Đại diện Lực lượng vũ trang và Kiểm sát viên Đặc biệt.

## Chính quyền địa phương

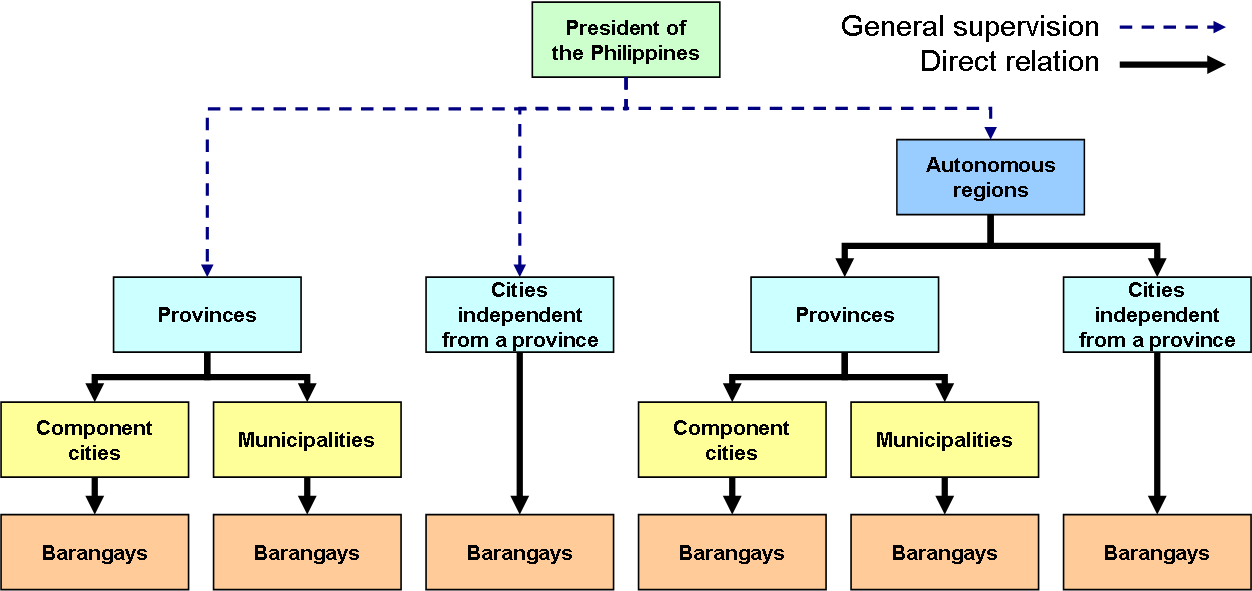
Phân cấp của chính quyền địa phương. Đường nét đứt từ Tổng thống nghĩa là Tổng thống chỉ thực hiện giám sát chung về chính quyền địa phương.

Philippines có bốn cấp chính của các đơn vị hành chính được bầu, thường gộp lại với nhau thành các đơn vị chính quyền địa phương (LGUs). Đó là:
1. Vùng tự trị
2. Tỉnh (lalawigan, probinsiya, kapuoran) và các thành phố độc lập (lungsod, siyudad/ciudad, dakbayan, dakbanwa, lakanbalen)
3. Đô thị tự trị (bayan, balen, bungto, banwa) và các thành phố trực thuộc (lungsod, siyudad/ciudad, dakbayan, dakbanwa, lakanbalen)
4. Barangays (hay barrio)

Ngoài ra, chính phủ cũng nhóm các tỉnh và thành phố độc lập vào các vùng, ví dụ: Metro Manila hoặc Vùng VI. Tổng thống có đặc quyền thành lập, bãi bỏ và xác định thành phần của các vùng, được thực hiện thường xuyên nhất với sự tham vấn của các đơn vị địa phương bị ảnh hưởng; nhưng ngoại trừ các khu vực tự trị, nơi mà các người dân của đơn vị địa phương đó phải phê chuẩn trong một cuộc trưng cầu ý kiến của họ trong việc thiết lập như vậy.